# 聯合後勤司令部
聯合後勤司令部（れんごうこうきんしれいぶ）は中華民国国防部の兵站部門であり、旧称は聯合勤務総司令部、略称は聯勤である。その任務は国軍の食糧、武器砲弾、車両整備などの各種兵站業務を行っている。その起源は清代に設置された江南製造局に溯ることができる。
1946年、国防部はアメリカ軍の三軍統合の兵站組織（アメリカ国防兵站局）を参考に新設されたが、1949年8月には国共内戦の戦局悪化により一時廃止された。しかし遷台後の1950年に組織が復活している。
国防報告書の中で聯合後勤司令部の任務は「兵站支援の整備の責任を負い、国軍各部隊に対し一般軍需品の補給、燃料、弾薬、輸送、衛生管理、基地装備の更新と修繕及び留守業務を行い、並びに地区の重大災害の救援活動を行う」と規定されている。任務遂行のため各地区に式部及び基地勤務廠（処）が設置され、1万8千人が任務に当たっている。
以前は聯勤の下部に各地区の財務收支組、留守業務処、診療センター、国軍示範公墓管理処、印刷工場、兵工廠及び忠烈祠管理組が設置されていた。これらは1996年から2006年にかけて国防部直轄組織と改編されている。
2012年12月28日、国防組織の改編が指示され、陸軍に編入された「陸軍保修指揮部」を併合し、「陸軍後勤指揮部」となる。

## 歴代司令
1. 黄鎮球（中国語版） 陸軍中将（1946年6月1日 - 1947年5月28日）
2. 郭　懺（中国語版） 陸軍中将（1947年 6月28日 - 1949年 8月16日）
3. 黄鎮球（中国語版） 陸軍大将（1950年 4月 1日 - 1954年 6月30日）
4. 黄仁霖（中国語版） 陸軍中将（1954年 7月 1日 - 1955年 5月31日 代理）
5. 黄仁霖（中国語版） 陸軍中将（1955年 6月 1日 - 1959年 1月31日）
6. 馬紀壮（中国語版） 海軍大将（1959年 2月 1日 - 1959年 7月 8日）
7. 石　覚（中国語版） 陸軍大将（1959年 7月 9日 - 1963年 6月30日）
8. 頼名湯（中国語版） 空軍大将（1963年 7月 1日 - 1967年 6月30日）
9. 劉広凱（中国語版） 海軍大将（1967年 7月 1日 - 1972年 6月30日）
10. 鄭為元（中国語版） 陸軍大将（1972年 7月 1日 - 1975年 4月 3日）
11. 羅友倫（中国語版） 陸軍大将（1975年 4月 4日 - 1977年 3月31日）
12. 王多年（中国語版） 陸軍大将（1977年 4月 1日 - 1980年 4月 6日）
13. 蔣緯国 陸軍大将（1980年 4月 7日 - 1984年 6月30日）
14. 温哈熊（中国語版） 陸軍大将（1984年 7月 1日 - 1989年12月 4日）
15. 羅本立（中国語版） 陸軍大将（1989年12月 5日 - 1993年 7月 4日）
16. 王文燮（中国語版） 陸軍大将（1993年 7月 5日 - 1996年 6月30日）
17. 丁之発（中国語版） 陸軍大将（1996年 7月 1日 - 1998年 3月31日）
18. 楊徳智（中国語版） 陸軍大将（1998年 4月 1日 - 2000年 5月20日）
19. 謝建東（中国語版） 陸軍大将（2000年 6月 1日 - 2003年 2月 1日）
20. 高華柱（中国語版） 陸軍大将（2003年 2月 1日 - 2004年 5月20日）
21. 戴伯特（中国語版） 陸軍大将（2004年 5月20日 - 2006年 2月16日）
22. 季麟連（中国語版） 海軍陸戦隊大将（2006年 2月16日 - 2007年 1月31日）
23. 金乃傑（中国語版） 空軍大将（2007年 2月 1日 - 2008年10月31日）
24. 董翔龍（中国語版） 海軍中将（2008年11月01日 - 2011年05月15日）
25. 呉有明（中国語版） 陸軍中将（2011年05月16日 - 2012年12月28日）